# Grave della Ferratella
La Grave della Ferratella è una grotta a sviluppo verticale (nota anche come grave o inghiottitoio) che si trova nell'agro del comune di Ruvo di Puglia, sull'altopiano calcareo delle Murge.
La prima esplorazione della Grave avviene il 3 maggio 1964, guidata dallo speleologo veronese Attilio Benetti e dall'allora direttore del Centro Meridionale di Speleologia di Taranto, Pietro Parenzan.
La grotta fu esplorata solo in parte e con grandi difficoltà raggiungendo la profondità di 230 metri. Fu anche scandagliato un ulteriore pozzo della profondità di 90m, che per mancanza di scalette non fu esplorato. Questa misurazione porta la profondità effettiva della grotta ad almeno 320m, dato che la rende il più profondo abisso carsico della regione pugliese.
Attualmente l'ingresso della Grave è ostruito e non visibile.
L'archivio storico sulle prime esplorazioni e sui recenti studi è stato raccolto dal Gruppo Speleologico Ruvese, associazione con sede in Ruvo di Puglia.